# 漕运码头 (电视剧)
《漕运码头》是北京电视台、北京市通州区委区政府联合摄制的一部电视剧，根据王梓夫同名小说改编。本剧讲述了道光年间，铁麟赴通州任仓场总督整顿漕运码头的故事。
2009年1月4日起于北京卫视首播。

## 制作
2008年3月8日，本剧在北京开机。本剧的剧本在拍摄前的5年间多次修改，本剧在怀柔影视城拍摄
2008年3月29日在拍摄开漕节时发生意外，杨立新被牌匾砸中，脸被钉子划破。医生建议至少要休息一个星期再继续拍摄。为避免停工对剧组的损失，杨立新主动直接继续拍戏。

## 主要演职人员
本剧的主要演职人员为：
- 出品人：刘爱勤
- 总监制：张晓
- 总策划：张强
- 原著：王梓夫
- 编剧：袁炜、王梓夫
- 策划：曹力宁、郭跃进、李绍强、廖汉明、张心勇、张谷吟、许仁满、吴晓
- 监制：吴华、羽聪
- 文学顾问：赵骜
- 文学统筹：廖慰国
- 责任编辑：马姗娜
- 宣传：郭宏、杨凌一
- 领衔主演：杨立新、王玉梅
- 主演：樊志起、边潇潇、雅琦、李进荣、龙沐春、张彤、周岚、薛勇
- 美术指导：谢勇
- 造型设计：李龙光
- 服装设计：纳兰
- 作曲：阮昆申
- 剪辑：马媛菲
- 摄像：郑鸥、高琦、高琨
- 总制片人：袁炜
- 制片人：刘佳
- 执行制片人：黄武成
- 发行人：李静
- 导演：赵轶超
- 总导演：袁炜

## 评价
《大河报》记者王昊认为该剧虽然题材不错，但是剧情拖泥带水、女主角数量过多，难以满足观众的期望。